# Io sono Tony Scott, ovvero come l'Italia fece fuori il più grande clarinettista del jazz
(Tony Scott)
Io sono Tony Scott, ovvero come l'Italia fece fuori il più grande clarinettista del jazz è un documentario del 2010 diretto da Franco Maresco.
Il documentario racconta la vita del jazzista italo-americano Anthony Joseph Sciacca, meglio noto come Tony Scott, dalla sua infanzia e giovinezza negli Stati Uniti fino alla morte avvenuta a Roma nel 2007 in seguito ad una lunga malattia .
Per la realizzazione del documentario, l'autore Franco Maresco ha intervistato numerosi musicisti americani ed italiani che avevano conosciuto Tony Scott, quali il leggendario clarinettista Buddy DeFranco, il pianista Mario Rusca e il percussionista Tony Arco. Inoltre, Maresco ha ottenuto la collaborazione delle tre mogli di Scott, oltre che delle due figlie avute dal secondo matrimonio.
Il film è stato proiettato (fuori concorso) al 63º Festival del film Locarno e al Vancouver International Film Festival nel 2010.

## Trama
Il documentario è un racconto dettagliato della vita personale ed artistica di Tony Scott, che amava definirsi "il più grande clarinettista del mondo". Attraverso filmati e fotografie e, soprattutto, attraverso le testimonianze di chi l'aveva conosciuto, viene ripercorsa la parabola che portò Scott, celebratissimo clarinettista dell'America degli anni cinquanta, ad un notevole decadimento personale e professionale, in seguito al trasferimento in Italia negli anni sessanta.
Nella prima parte del documentario, negli Stati Uniti, viene dato ampio risalto alla sua collaborazione professionale ed alla forte amicizia con Charlie "Bird" Parker e con Billie Holiday, nonché al suo straordinario talento di sperimentatore e di virtuoso del clarinetto jazz. La prima moglie di Tony Scott, Fran Attaway, nel corso dell'intervista rivela un dettaglio biografico di Scott sconosciuto: secondo la Attaway, durante un viaggio in Indonesia Tony Scott sarebbe stato scambiato per una spia e, conseguentemente, detenuto e probabilmente torturato.
Nella seconda parte, dopo il trasferimento in Europa, viene narrata con dovizia di particolari e con grande partecipazione il tramonto della stella del clarinetto, dovuta sia al mancato riconoscimento del suo talento da parte del pubblico e della critica italiani, sia al difficile carattere di Scott, che lo porta ad alienarsi molte simpatie nell'ambiente del jazz. Da tempo ammalato, Tony Scott morì a Roma nel 2007 e fu sepolto nel cimitero di Salemi, paese di origine della sua famiglia.
Nel documentario viene fatto cenno ad una autobiografia di Scott, che però è rimasta inedita.

## Produzione
Il regista Maresco ha dichiarato sul documentario: "Ripercorrere la vicenda musicale e personale di Tony Scott significa raccontare sessant'anni di jazz, di incontri umani e artistici incredibili. Ma anche, nello stesso tempo, la storia americana della seconda metà del secolo scorso, con le sue battaglie per i diritti civili e umani, di cui Tony Scott fu uno dei principali e appassionati sostenitori" .